# Саймонстаун
Са́ймонстаун (англ. Simon’s Town) или Си́монстад (африк. Simonstad) — город и основная база военно-морских сил ЮАР.
Население — 2816 человек (2001).

## География
Расположен в окрестностях Кейптауна, с восточной стороны Капского полуострова, в бухте Фолс-Бей. Носит имя Симона ван дер Стела, стоявшего у истоков Капской колонии.
Ближайший населённый пункт к мысу Доброй Надежды.

## История
Старейшее здание Саймонстауна — башня типа «мартелло» — было выстроено в 1796 году как плацдарм англичан, которые к тому времени начали вытеснять из Южной Африки голландцев. В течение всего XIX века Саймонстаун служил важнейшей перевалочной базой королевского флота на юге Африки. В Симонстаде действует музей истории южноафриканского флота.

## В литературе
- В Саймонстауне происходит действие знаменитого рассказа Киплинга «Миссис Батерст» (1902).
- Из Саймонстауна под видом служанки бежал из английского плена Жан Грандье — капитан Сорви-Голова из одноименного произведения Луи Буссенара.